# Areva (bướm đêm)
Areva là một chi bướm đêm thuộc phân họ Arctiinae.

## Loài
- Areva albogrisea Rothschild, 1912
- Areva laticilia Walker, 1854
- Areva subfulgens Schaus, 1896
- Areva trigemmis Hübner, 1827